# Hrvatski Nogometni Klub Hajduk Split 2012-2013
Questa voce raccoglie le informazioni riguardanti l'Hrvatski Nogometni Klub Hajduk Split nelle competizioni ufficiali della stagione 2012-2013.

## Rosa
| N. |                                 | Ruolo | Calciatore          |
| -- | ------------------------------- | ----- | ------------------- |
| 1  | Croazia (bandiera)              | P     | Goran Blažević      |
| 2  | Croazia (bandiera)              | D     | Dino Mikanović      |
| 3  | Croazia (bandiera)              | D     | Danijel Stojanović  |
| 4  | Croazia (bandiera)              | D     | Antonio Milić       |
| 5  | Croazia (bandiera)              | D     | Goran Milović       |
| 6  | Bosnia ed Erzegovina (bandiera) | D     | Avdija Vršajević    |
| 7  | Croazia (bandiera)              | C     | Franko Andrijašević |
| 8  | Croazia (bandiera)              | C     | Krešo Ljubičić      |
| 11 | Croazia (bandiera)              | C     | Mirko Oremuš        |
| 12 | Croazia (bandiera)              | P     | Lovre Kalinić       |
| 13 | Croazia (bandiera)              | A     | Ante Vukušić        |
| 14 | Croazia (bandiera)              | C     | Josip Radošević     |
| 16 | Australia (bandiera)            | C     | Steven Luštica      |
| 17 | Croazia (bandiera)              | D     | Goran Jozinović     |
| 18 | Croazia (bandiera)              | C     | Mijo Caktaš         |
| 19 | Croazia (bandiera)              | D     | Josip Elez          |
| 20 | Croazia (bandiera)              | C     | Filip Ozobić        |

| N. |                       | Ruolo | Calciatore          |
| -- | --------------------- | ----- | ------------------- |
| 21 | Croazia (bandiera)    | C     | Jure Obšivač        |
| 22 | Croazia (bandiera)    | D     | Mario Maloča        |
| 23 | Croazia (bandiera)    | A     | Tedi Surać          |
| 24 | Montenegro (bandiera) | A     | Ivan Vuković        |
| 25 | Croazia (bandiera)    | P     | Dante Stipica       |
| 26 | Croazia (bandiera)    | A     | Anton Maglica       |
| 27 | Croazia (bandiera)    | D     | Matej Jonjić        |
| 29 | Croazia (bandiera)    | C     | Ivo-Valentino Tomaš |
| 30 | Croazia (bandiera)    | C     | Dinko Trebotić      |
| 31 | Belgio (bandiera)     | C     | Tino-Sven Sušić     |
| 32 | Croazia (bandiera)    | A     | Marko Bencun        |
| 33 | Croazia (bandiera)    | A     | Tomislav Kiš        |
| 44 | Croazia (bandiera)    | D     | Tonći Kukoč         |
| 77 | Croazia (bandiera)    | D     | Frane Vladislavić   |
| 90 | Croazia (bandiera)    | A     | Ivan Jakov Džoni    |
| 91 | Croazia (bandiera)    | C     | Ivan Tomičić        |
| 99 | Croazia (bandiera)    | C     | Anas Sharbini       |

## Risultati

### Prva HNL
| Pola 22 luglio 2012, ore 21:00 CEST (UTC+2) 1ª giornata | Istria 1961   | 0 – 0 referto | Hajduk Spalato | Stadio Aldo Drosina (6 000 spett.)\| Arbitro: \| Bebek (Fiume) \| |
| Arbitro:                                                | Bebek (Fiume) |               |                |                                                                   |

| Arbitro: | Goran Gabrilo (Spalato) |

|                  |           |  |
| Andrijašević 15’ | Marcatori |  |

| Arbitro: | Marijo Strahonja (Zagabria) |

|                        |           |                                                        |
| Jolić 15’ Ćurjurić 82’ | Marcatori | 34’ Vukušić 65’ Caktaš 67’ Andrijašević 89’ I. Vuković |

| Arbitro: | Damir Batinić (Osijek) |

|                                              |           |            |
| Vukušić 11’, 66’ Caktaš 28’, 60’ Maglica 78’ | Marcatori | 15’ Vojtuš |

| Arbitro: | Zlatko Šimčić (Koprivnica) |

|                        |           |  |
| Kramarić 42’ Boras 53’ | Marcatori |  |

| Arbitro: | Dalibor Mlakar (Zagabria) |

|            |           |              |
| Caktaš 17’ | Marcatori | 88’ Lešković |

| Arbitro: | Igor Križarić (Čakovec) |

|                     |           |  |
| Kreilach 81’ (rig.) | Marcatori |  |

| Arbitro: | Ivan Bebek (Fiume) |

|           |           |              |
| Oršić 73’ | Marcatori | 25’ A. Milić |

| Arbitro: | Damir Batinić (Osijek) |

|                                      |           |           |
| Andrijašević 44’, 45’ I. Vuković 74’ | Marcatori | 85’ Bušić |

| Arbitro: | Vlado Svilokos (Sisak) |

|                                |           |           |
| Sammir 37’, 78’ (rig.) Čop 44’ | Marcatori | 1’ Caktaš |

| Arbitro: | Igor Pristovnik (Zagabria) |

|                                                           |           |  |
| I. Vuković 23’ (rig.), 50’ (rig.) Caktaš 73’ A. Milić 86’ | Marcatori |  |

| Arbitro: | Tihomir Pejin (Donji Miholjac) |

|  |           |          |
|  | Marcatori | 80’ Roce |

| Arbitro: | Goran Gabrilo (Spalato) |

|  |           |               |
|  | Marcatori | 61’ Vršajević |

| Arbitro: | Marin Vidulin (Canfanaro) |

|                                   |           |  |
| I. Vuković 63’ Bencun 74’ Kiš 79’ | Marcatori |  |

| Arbitro: | Mario Zebec (Cestica) |

|  |           |                  |
|  | Marcatori | 49’ Andrijašević |

| Spalato 17 novembre 2012, ore 19:00 CET (UTC+1) 16ª giornata | Hajduk Spalato         | 0 – 0 referto | Lokomotiva Zagabria | Stadio municipale di Poljud (10 000 spett.)\| Arbitro: \| Domagoj Vučkov (Fiume) \| |
| Arbitro:                                                     | Domagoj Vučkov (Fiume) |               |                     |                                                                                     |

| Osijek 24 novembre 2012, ore 15:00 CET (UTC+1) 17ª giornata | Osijek             | 0 – 0 referto | Hajduk Spalato | Stadio Gradski vrt (5 000 spett.)\| Arbitro: \| Ivan Bebek (Fiume) \| |
| Arbitro:                                                    | Ivan Bebek (Fiume) |               |                |                                                                       |

| Arbitro: | Domagoj Ljubičić (Osijek) |

|             |           |             |
| Maglica 51’ | Marcatori | 45+1’ Benko |

| Arbitro: | Marin Vidulin (Canfanaro) |

|              |           |  |
| A. Milić 33’ | Marcatori |  |

| Arbitro: | Domagoj Vučkov (Fiume) |

|  |           |                           |
|  | Marcatori | 16’ Jonjić 82’ I. Vuković |

| Arbitro: | Ivan Bebek (Fiume) |

|               |           |                           |
| Jozinović 42’ | Marcatori | 11’ Krstanović 43’ Ibáñez |

| Arbitro: | Marijo Strahonja (Zagabria) |

|  |           |                  |
|  | Marcatori | 37’, 51’ Maglica |

| Arbitro: | Damir Batinić (Osijek) |

|                       |           |                          |
| I. Vuković 68’ (rig.) | Marcatori | 31’ H. Milić 81’ Budicin |

| Arbitro: | Fran Jović (Zagabria) |

|            |           |            |
| Banović 1’ | Marcatori | 34’ Caktaš |

| Arbitro: | Marko Matoc (Zaprešić) |

|                                            |           |                                |
| Maloča 6’ (rig.) Caktaš 12’ I. Vuković 68’ | Marcatori | 58’ (rig.) Šovšić 67’ Jurendić |

| Arbitro: | Dalibor Mlakar (Zagabria) |

|                    |           |                  |
| Budimir 87’ (rig.) | Marcatori | 23’ Andrijašević |

| Arbitro: | Fran Jović (Zagabria) |

|                           |           |                |
| Caktaš 27’ I. Vuković 79’ | Marcatori | 39’ Bartolović |

| Arbitro: | Domagoj Ljubičić (Osijek) |

|           |           |             |
| Delić 24’ | Marcatori | 47’ Kouassi |

| Arbitro: | Tihomir Pejin (Donji Miholjac) |

|               |           |                         |
| TS. Sušić 53’ | Marcatori | 21’ Mujanović 36’ Benko |

| Arbitro: | Igor Pristovnik (Zagabria) |

|                |           |             |
| Erceg 31’, 33’ | Marcatori | 36’ Kouassi |

| Spalato 12 maggio 2013, ore 19:00 CEST (UTC+2) 31ª giornata | Hajduk Spalato           | 0 – 0 referto | Lokomotiva Zagabria | Stadio municipale di Poljud (5 000 spett.)\| Arbitro: \| Danijel Trampus (Osijek) \| |
| Arbitro:                                                    | Danijel Trampus (Osijek) |               |                     |                                                                                      |

| Arbitro: | Davor Grizelj (Vinkovci) |

|             |           |  |
| Maglica 16’ | Marcatori |  |

| Arbitro: | Domagoj Vučkov (Fiume) |

|                                         |           |                     |
| Z. Pamić 6’ Rukavina 57’ Brozović 90+2’ | Marcatori | 26’ (aut.) Z. Pamić |

Fonte: HRnogomet.com

### Coppa di Croazia
| Arbitro: | Marko Matoc (Zaprešić) |

|  |           |                                           |
|  | Marcatori | 27’ Milović 29’, 66’ Kiš 35’ (aut.) Barić |

| Arbitro: | Duje Strukan (Spalato) |

|                          |           |           |
| Caktaš 45’ TS. Sušić 63’ | Marcatori | 60’ Rebić |

| Arbitro: | Andrej Burilo (Osijek) |

|           |           |               |
| Fuček 56’ | Marcatori | 29’ Vršajević |

| Arbitro: | Ivo Krečak (Sebenico) |

|                               |           |  |
| A. Milić 14’ Andrijašević 76’ | Marcatori |  |

| Arbitro: | Damir Batinić (Osijek) |

|              |           |                                |
| Vugrinec 77’ | Marcatori | 55’ TS. Sušić 90+1’ Stojanović |

| Arbitro: | Igor Pristovnik (Zagabria) |

|              |           |             |
| A. Milić 72’ | Marcatori | 33’ Glavica |

| Arbitro: | Andrej Burilo (Osijek) |

|                         |           |             |
| Maglica 66’ Kouassi 69’ | Marcatori | 53’ Antolić |

| Arbitro: | Ante Vučemilović-Šimunović (Osijek) |

|                                    |           |                                          |
| Šitum 8’ Kramarić 70’ Bručić 90+3’ | Marcatori | 50’ TS. Sušić 45’ Vuković 72’ Stojanović |

Fonte: HRnogomet.com

### Europa League

#### Preliminari
| Arbitro: | Anastassios Kakos |

|                          |           |  |
| Vukušić 34’ Trebotić 58’ | Marcatori |  |

| Arbitro: | Libor Kovarík |

|                   |           |  |
| Siņeļņikovs 90+3’ | Marcatori |  |

| Arbitro: | Göcek |

|  |           |                                        |
|  | Marcatori | 18’ Sneijder 44’ Nagatomo 73’ Coutinho |

| Arbitro: | Turpin |

|  |           |                                |
|  | Marcatori | 23’ (rig.) Vukušić 58’ Vuković |